# Dahlepil
Dahlepil var en norsk frälseätt som adlades i Danmark 1506 och introducerades på riddarhuset 1660, samt var utdöd 1815.

## Ättens äldsta historia
Ätten härstammade från en bohuslänsk frälseätt, som skrev sig till Röstorp och Ström i Hjärtums socken, samt Högen i Björlanda socken. Ättens äldsta kända stamfader är Anders Svendssen som föddes på 1480-talet.
Vapen
Blasonering: två korslagda dalpilar i silver på ett rött fält och på hjälmen ett draget svärd i silver.
Danska kronprinsen Kristian, som kung Kristian II, utfärdade den 30 november 1506 på Bohus slott ett frälsebrev för Anders Svendssen på Högens jordeboksgård i Björlanda socken. Kung Fredrik I stadfäste den 19 september 1524 Dahlepils vapen.

## Adliga ätten 663
Vid ättens introduktion år 1660 lät bröderna Lennart och Anders Dahlepil genom deras fullmäktig Anders Lennartsson Svenske "presentera dheres skiöldebref, som the ock sammaledes ad acta finnas in originali af Kong Christian och Kongh Friderich i Danmarck gifne". Sannolikt härstammar den på Riddarhuset introducerade ätten från Anders Svendsen. Släktleden mellan honom och Peder Jensen med sönerna bröderna Lennart och Anders Dahlepil är inte helt belagda, men framgår delvis av en dom från Västra Hisings häradsrätt 10 december 1662. Släkten tillhörde under 1600-talet det högre frälset. 
Vapen
Blasonering: två korslagda dalpilar i silver på en delad sköld med ett övre fält i blått och undre i gult och på hjälmen ett draget svärd i silver.
Peder Jensens ingifte i frälsesläkten på Ström gjorde att flera frälsegårdar samlades på en hand. Med hustrun Elin Esbjörnsdotter, ärvde han en andel i säteriet Ström med underlydande gårdar, vilka han dock bortbytte mot annan jord till hustruns frände Tormod Madsson. När denne i början av 1600-talet avled barnlös, kom släkten efter rättegångar med den avlidnes änka Anna Pedersdotter Maaneskiold och halvbroder Mads Bagge i besittning av hela Tormod Madssons fäderneodel. Det jordagods som sålunda förvärvats var rätt betydande. Skiftebrevet efter Peder Jensson och hans hustru upptar icke mindre än 17 gårdsbruk, däribland Blixeröd i Västergötland. Frånsett Ströms gods bestod emellertid huvudparten av gårdarna av skatte- och knapegods, under vilken benämning de infördes i jordeböckerna långt in på 1600-talet, varför släktens ursprung från knapefrälset knappast kan betvivlas.